# Padded Room
Albums de Joe Budden
Halfway House
(2008) Escape Route
(2009)
Singles
1. The Future
Sortie : 30 décembre 2008
2. In My Sleep
Sortie : 16 février 2009

Padded Room est le deuxième album studio de Joe Budden, sorti le 24 février 2009.
L'album s'est classé 2e au Top Independent Albums, 21e au Top R&B/Hip-Hop Albums et 42e au Billboard 200.

## Liste des titres
| No  | Titre                                               | Contient un (des) sample(s) de                | Durée |
| --- | --------------------------------------------------- | --------------------------------------------- | ----- |
| 1.  | Now I Lay                                           | I Don't Know Why I Love You de Thelma Houston | 3:23  |
| 2.  | The Future (featuring The Game et Dominic)          |                                               | 3:46  |
| 3.  | If I Gotta Go                                       |                                               | 5:40  |
| 4.  | Don't Make Me                                       |                                               | 3:30  |
| 5.  | Blood on the Wall                                   | Myra, Myra de Sugarloaf Life Goes On de 2Pac  | 4:00  |
| 6.  | In My Sleep                                         |                                               | 4:19  |
| 7.  | Exxxes                                              |                                               | 6:05  |
| 8.  | I Couldn't Help It (featuring Emanny)               | Cause We've Ended as Lovers de Syreeta        | 6:05  |
| 9.  | Adrenaline (featuring Drew Hudson et Junkyard Gang) |                                               | 4:42  |
| 10. | Happy Holidays (featuring Emanny)                   |                                               | 3:56  |
| 11. | Do Tell                                             |                                               | 3:50  |
| 12. | Angel in My Life                                    | Angel in My Life d'Enchantment                | 3:32  |
| 13. | Pray for Me                                         |                                               | 5:01  |

| 14. | Family Reunion REMIX (featuring Fabolous, Ransom et Hitchcock) | 5:50 |
| 15. | All of Me Reprise (featuring Emanny)                           | 8:27 |